# Uomo bastardo
Uomo bastardo è un album di Marcella Bella pubblicato nel 2005.

## Tracce
1. Uomo bastardo
2. Medusa
3. Qualcosa di te
4. Se io se lei
5. Il profumo del mare
6. Tempo mio
7. Io domani
8. La regina del silenzio
9. Ama la vita

## Formazione
- Marcella Bella – voce
- Giancarlo Di Maria – programmazione
- Giorgio Cocilovo – chitarra
- Carlo Gargioni – programmazione
- Paolo Costa – basso
- Lele Melotti – batteria
- Gianni Bella – tastiera, programmazione
- Samuele Dessì – programmazione